# Ґаґа
Га́га, ґа́ґа, або пухівка (Somateria) — рід птахів родини качкових. Об'єднує 3 види досить крупних ниркових качок, що гніздяться переважно на арктичному узбережжі і в тундрі. Всі види мають характерну будову дзьоба у формі клину з широким нігтиком, що займає всю вершину наддзьоб'я. На боках наддзьоб'я є глибока виїмка, вкрита пір'ям.
Велику частину життя проводять в літоральній зоні моря, де здобувають собі харчування на дні. Це чудові нирці, що за допомогою крил занурюються на глибину до 20 м. Харчуються молюсками, ракоподібними і водними безхребетними (зокрема комахами, дощовими і багатощетинковими червами). Літають групами низько над поверхнею моря, утворюючи клин або низку. На берег виходять тільки на відпочинок і заради розмноження, углиб материків і великих островів не залітають.
Через цінний пух представники роду є об'єктом промислу.

## Види
| Зображення 1 | Зображення 2 | Латинська назва | Українська назва      | Поширення                                                 |
| ------------ | ------------ | --------------- | --------------------- | --------------------------------------------------------- |
|              |              | S. mollissima   | Пухівка зеленошия     | північні береги Європи, Північна Америка та Східний Сибір |
|              |              | S. spectabilis  | Пухівка горбатодзьоба | північно-східна Європа, Північна Америка та Азія          |
|              |              | S. fischeri     | Пухівка Фішера        | береги Аляски та північно-східний Сибір                   |

## Етимологія
Слово «ґаґа» має звуконаслідувальне походження (так само як і гагара), пов'язане з дієсловом «ґаґати».